# Kadir Yurttadur
Kadir Yurttadur (* 25. Juni 1999 in Istanbul) ist ein türkischer Fußballspieler.

## Karriere

### Verein
Kadir Yurttadur kam 1999 in Şişli, einem Istanbuler Stadtteil, zur Welt. Hier begann er mit dem Vereinsfußball in der Jugend von Zeytinburnuspor und spielte dann nacheinander für die Nachwuchsabteilungen der Vereine Istanbul Damlaspor und Altınordu İzmir.
Zum Saisonstart 2018/19 erhielt er bei letzterem einen Profivertrag, spielte aber weiterhin für die Nachwuchsmannschaften. Erst zur Winterpause wurde er am Training der Profimannschaft beteiligt und gab schließlich am 24. Dezember 2018 in der Ligabegegnung gegen Giresunspor sein Profidebüt.

### Nationalmannschaft
Yurttadur startete seine Nationalmannschaftskarriere im Februar 2014 mit einem Einsatz für die türkische U-15-Nationalmannschaft.